# Хан Гьо Вон
Хан Гьо Вон (кор. 한교원, 韓敎元, нар. 15 червня 1990) — південнокорейський футболіст, нападник клубу «Чонбук Хьонде Моторс».
Виступав, зокрема, за клуб «Інчхон Юнайтед», а також національну збірну Південної Кореї.

## Клубна кар'єра
У дорослому футболі дебютував 2011 року виступами за команду клубу «Інчхон Юнайтед», в якій провів два сезони, взявши участь у 91 матчі чемпіонату. Більшість часу, проведеного у складі «Інчхон Юнайтед», був основним гравцем атакувальної ланки команди.
До складу клубу «Чонбук Хьонде Моторс» приєднався 2014 року. Станом на 17 листопада 2017 відіграв за команду з міста Чонджу 89 матчів в національному чемпіонаті.

## Виступи за збірну
У 2014 році дебютував в офіційних матчах у складі національної збірної Південної Кореї.
У складі збірної був учасником кубка Азії з футболу 2015 року в Австралії.
| Дата       | Місто    | Господарі         | Результат | Гості          | Турнір                     | Голи | Примітки |
| ---------- | -------- | ----------------- | --------- | -------------- | -------------------------- | ---- | -------- |
| 5-9-2014   | Пучхон   | Південна Корея    | 3 – 1     | Венесуела      | товариський матч           | -    | 87'      |
| 10-10-2014 | Чхонан   | Південна Корея    | 2 – 0     | Парагвай       | товариський матч           | -    | 71'      |
| 14-10-2014 | Сеул     | Південна Корея    | 1 – 3     | Коста-Рика     | товариський матч           | -    | 83'      |
| 14-11-2014 | Амман    | Йорданія          | 0 – 1     | Південна Корея | товариський матч           | 1    | 65'      |
| 4-1-2015   | Сідней   | Саудівська Аравія | 0 – 2     | Південна Корея | товариський матч           | -    | 46'      |
| 10-1-2015  | Канберра | Південна Корея    | 1 – 0     | Оман           | Кубок Азії 2015 - 1-й етап | -    | 78'      |
| 17-1-2015  | Брисбен  | Австралія         | 0 – 1     | Південна Корея | Кубок Азії 2015 - 1-й етап | -    | 58' 76'  |
| 26-1-2015  | Сідней   | Південна Корея    | 2 – 0     | Ірак           | Кубок Азії 2015 - півфінал | -    | 46'      |
| 27-3-2015  | Теджон   | Південна Корея    | 1 – 1     | Узбекистан     | товариський матч           | -    | 86'      |
| 31-3-2015  | Сеул     | Південна Корея    | 1 – 0     | Нова Зеландія  | товариський матч           | -    | 46'      |
| Усього     |          | Матчів            | 10        |                | Голів                      | 1    |          |

## Титули і досягнення
- Срібний призер Кубка Азії: 2015